# Ajan (Territorio di Chabarovsk)
Ajan (in russo Аян?) è un villaggio della Russia, situato nel Territorio di Chabarovsk. È il centro amministrativo del distretto Ajano-Majskij.
Si trova sulla riva dell'omonima baia nel mare di Ochotsk, sulla penisola di Nongdar-Negotni, 911 km in linea d'aria a nord di Chabarovsk.